# Michel Margnes
Pour les articles homonymes, voir Margnes.
Michel Margnes, né le 8 décembre 1944 à Cancon (Lot-et-Garonne), est un homme politique français.

## Détail des fonctions et des mandats
Mandat parlementaire
- 2 avril 1986 - 14 mai 1988 : député des Hauts-de-Seine